# Léon Gambier
Léon Gambier, né à Dieppe le 25 novembre 1917 et mort dans cette même ville le 16 avril 2007, est un peintre de la Marine.
Après des études secondaires au lycée de Dieppe, il est élève de l'École régionale des beaux-arts de Rouen, puis de l'École nationale supérieure des arts décoratifs de Paris, de 1938 à 1947. Il est nommé peintre officiel du département de la Marine en 1959.
Il est également président des peintres et sculpteurs dieppois, membre du Comité du salon de La Nationale et l'un des fondateurs de l'Atelier de la Ville d'Avray.
Il est le cousin de Michel King.